# Feuille de vigne
Pour la spécialité culinaire, voir Sarma et Dolma.

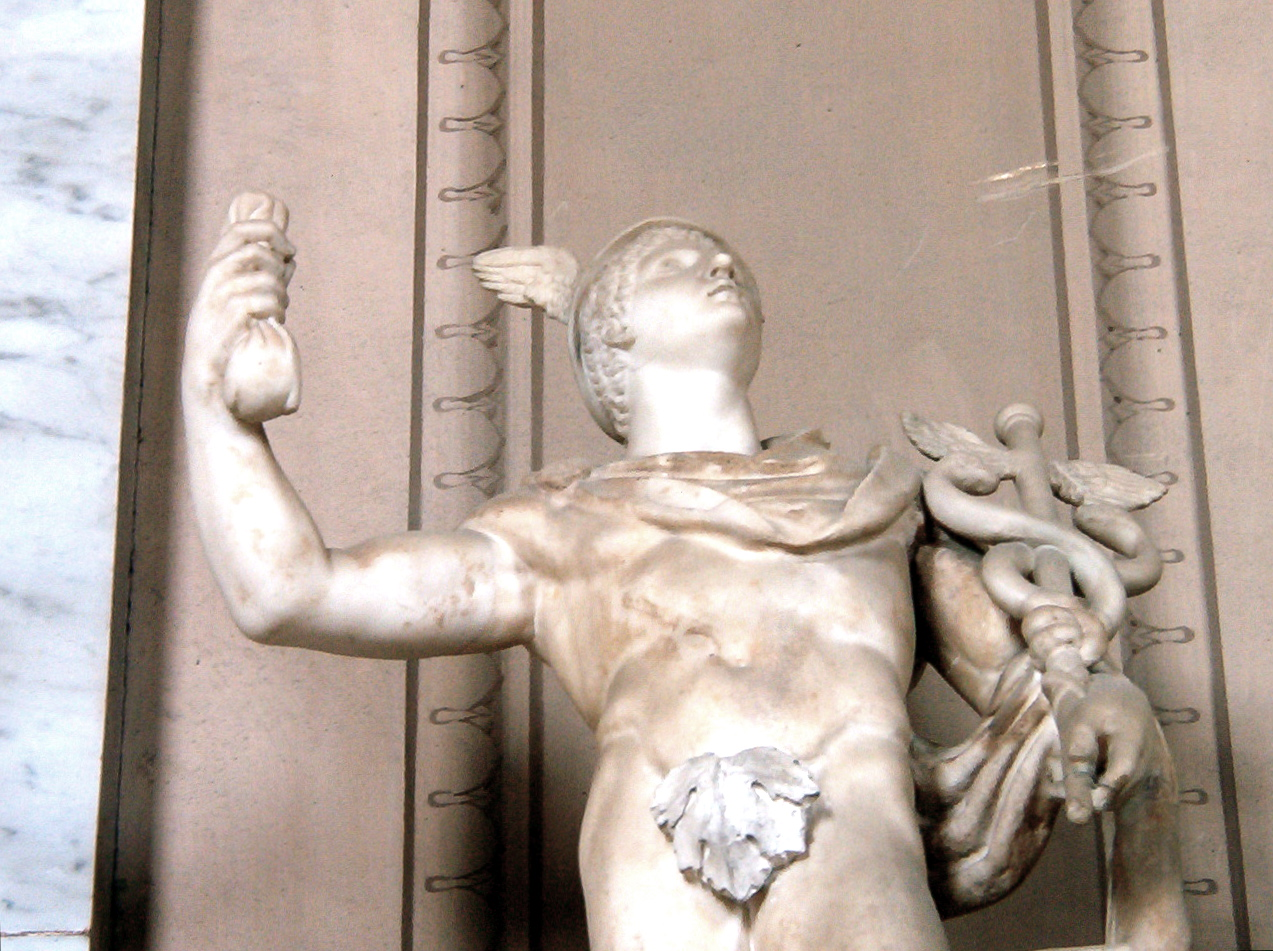
Statue de Mercure tenant le caducée au Vatican, avec une feuille de vigne placée sur ses organes génitaux. La feuille de vigne a été placée par le plus « chaste » des papes ; plus tard, la plupart de ces voiles pudiques ont été supprimés.

L'usage d'une feuille de vigne pour masquer le sexe des représentations de nus est apparue à partir de la renaissance en Italie. Dans certaines langues, et notamment l'anglais, l'expression « feuille de figuier » désigne ce que l'on traduit parfois par « feuille de vigne », mais qui est désigné plus justement en français par « un voile de pudeur », qui cache légèrement quelque chose de honteux ou de gênant sans le faire disparaître véritablement, en référence métaphorique à la Genèse biblique (3:7), où Adam et Ève utilisent des feuilles de figuier pour dissimuler leur « nudité » après avoir mangé le fruit de l'arbre de la connaissance du bien et du mal, prenant ainsi conscience de leur « indécence ».

## Débuts dans l'Antiquité
Dans l'art grec classique, la nudité masculine, y compris celle des organes génitaux, était fréquente, alors que le pubis des femmes était généralement artistiquement couvert pour les expositions publiques. Cette tradition a survécu dans l'art romain classique jusqu'à la conversion de l'Empire romain au christianisme, dans lequel la nudité héroïque n'existe pas. Pendant le Moyen Âge, le nu artistique fut abandonné, sauf dans les représentations des damnés, qui étaient, elles, passablement explicites. Adam et Ève étaient alors souvent montrés portant des feuilles de diverses espèces de végétaux, conformément à la description biblique.

## Période de la Renaissance

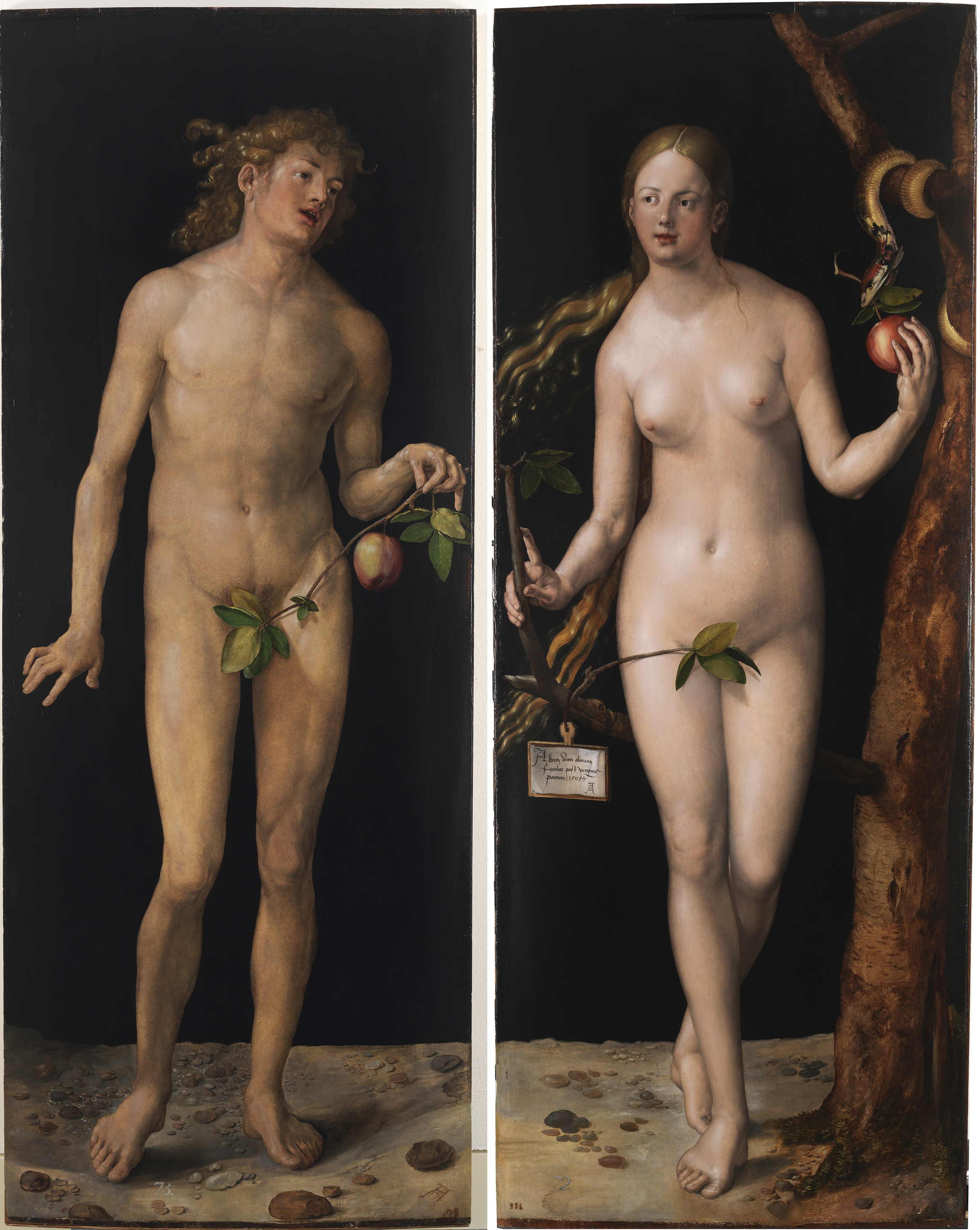
Adam et Ève, tableau d'Albrecht Dürer (209 × 81 & 209 × 83 cm) Museo del Prado.

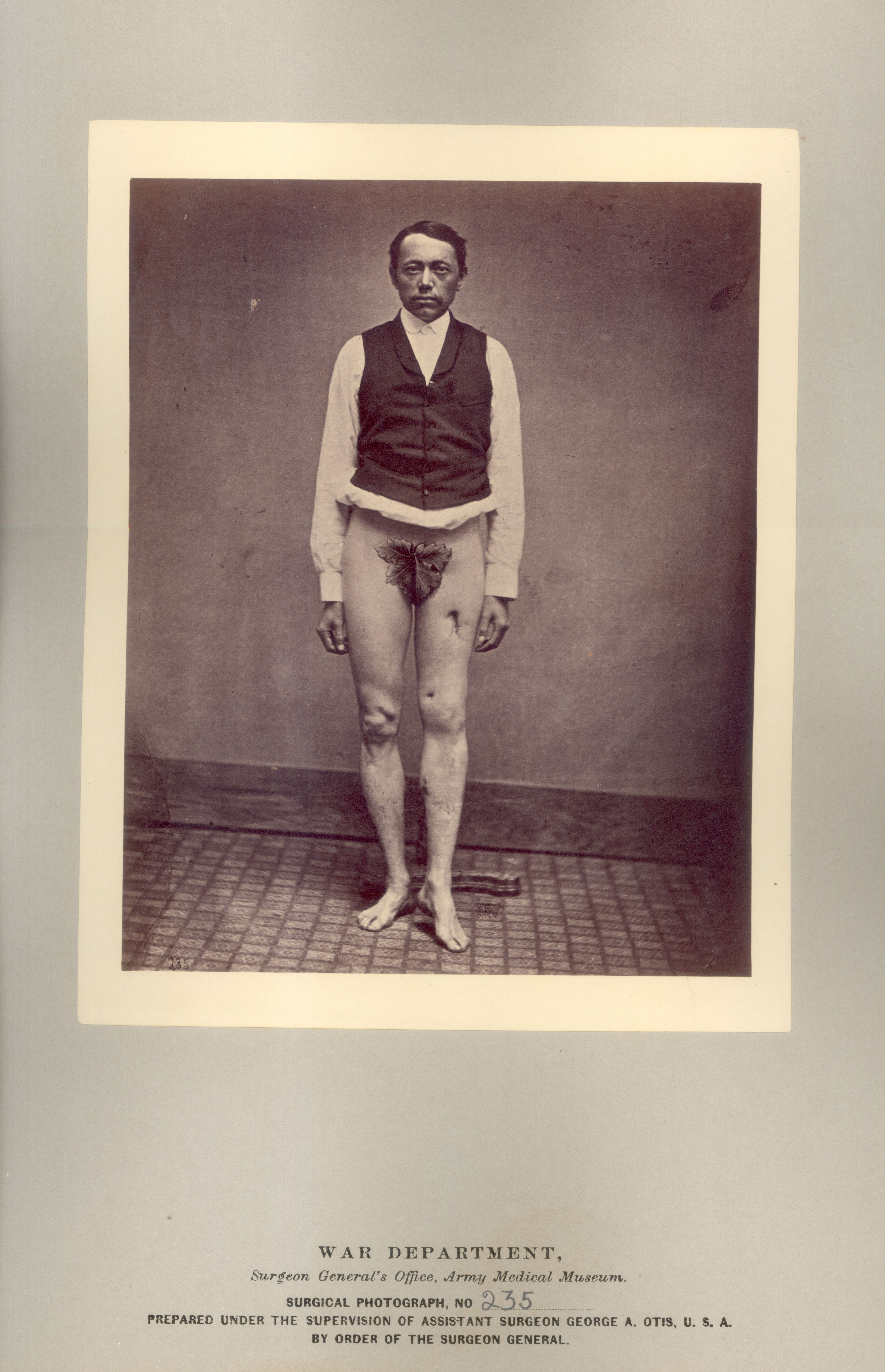
La feuille de vigne a aussi été utilisée au XIXe siècle dans la photographie pédagogique et d'archive médicale : ici, pour présenter une personne dont le fémur gauche a été brisé par une balle de mousquet le 7 novembre 1863) et qui n'a que partiellement retrouvé sa mobilité. Pour protéger la pudeur du patient, il a été affublé d'une feuille de vigne.

À partir des années 1530, en réaction aux libertés et aux excès de la Renaissance, on assista à une importante vague d'altérations d'œuvres d'art visant à masquer la nudité, ces modifications étant appelées surpeint ou repeint de pudeur. 
Souvent, comme dans le cas du célèbre Jugement Dernier de Michel-Ange, c'était un drapé ou des branches d'un buisson avoisinant qui était utilisé (réalisé par Daniele da Volterra, surnommé il Braghettone). 
Pour les statues en pied, en revanche, on recourait parfois à des feuilles moulées ou gravées, comme sur la copie de plâtre du David de Michel-Ange présentée dans le Londres victorien.
Dans le cas de la fresque de Masaccio, Adam et Ève chassés de l'Éden, les feuilles de vigne furent ajoutées sur la fresque trois siècles après que l'original eut été peint, probablement à la demande de Cosme III de Médicis à la fin du XVIIe siècle, qui a jugé sa nudité « répugnante ». Lors de sa restauration dans les années 1980, les feuilles de vigne ont été enlevées, de même que des siècles de saleté, afin de restaurer la fresque dans son état original.
|  |  |